# Sò huyết
Sò huyết là tên thông dụng ở Việt Nam dùng để chỉ một số loài động vật thân mềm hai mảnh vỏ sống ở biển thuộc họ Sò. Sò huyết trường thành thường có vỏ dày chắc, có dạng hình trứng, có chiều dài từ 5-6cm và chiều rộng 4-5cm. Chúng thường phân bổ ở những vùng ven biển có độ sâu từ một mét, hai mét so với mặt nước và các bãi bùn mềm. Do có phần ruột màu đỏ nên được người dân gọi là sò huyết.
Tạo Việt Nam, một số loài cùng được gọi tên thông dụng là sò huyết như:
- Tegillarca granosa (Linnaaus, 1758)
- Tegillarca nodifera (Martens, 1860)

...

## Phân bổ
Sò huyết có thể sống ở vùng nước sâu đến 20m. Nhưng tập trung chủ yếu là khu vực ven biển và các bãi bùn mềm có độ mặn tương đối thấp và nhiệt độ dao động từ 20 - 30oC.

## Sử dụng trong ẩm thực
Trong ẩm thực Việt Nam, sò huyết thường bị nhầm lẫn với sò lông về mặt ngoại hình. Tuy nhiên, cả hai loại đều được sử dùng khá phổ biến trong văn hóa ẩm thực. Trong các phân tích khoa học, giá trị dinh dưỡng của 2 loại gần tương đương nhau, tuy nhiên, trong ẩm thực, thịt sò huyết được đánh giá là ngon hơn, và vì vậy giá thành của chúng cũng cao hơn.